# Cardinal (papillon)
Argynnis pandora
Pour les articles homonymes, voir Cardinal.
Espèce
Le Cardinal (Argynnis pandora) est une espèce paléarctique de lépidoptères (papillons) de la famille des Nymphalidae et de la sous-famille des Heliconiinae.

## Description

### Papillon
L'imago du Cardinal est un grand papillon, la longueur de l'aile antérieure étant de 32 à 40 mm pour le mâle, et souvent un peu plus pour la femelle. Le dessus des ailes est fauve orangé suffusé de verdâtre, orné de plusieurs séries de taches noires. Le mâle se caractérise par la présence de deux stries noires androconiales le long des nervures sur l'aile antérieure.
Le revers des ailes postérieures est vert olive généralement traversé par des stries blanches, tandis que celui des ailes antérieures est rose saumon vif taché de noir, à l'exception de l'apex vert olive.
Le Cardinal a un vol rapide et puissant.

Mâle, dessus à gauche. Espagne, coll. MHNT.
Femelle, dessus à gauche. Espagne, coll. MHNT.

#### Espèce ressemblante
Le Tabac d'Espagne (Argynnis paphia) ressemble au Cardinal, mais il ne possède pas cette couleur rose vif au revers des ailes antérieures, ni de suffusion verdâtre sur le dessus du mâle.

### Chenille
Les chenilles peuvent atteindre 35 mm de longueur. Elles sont beiges, poilues, ornées sur le dessus d'une bande noire piquetée de rouge[réf. souhaitée].

## Biologie

### Période de vol et hivernation
Le Cardinal est généralement univoltin, et les imagos de l'unique génération volent de mai à septembre selon les régions. Il est cependant bivoltin en Afrique du Nord. Il hiverne au stade de jeune chenille.
Il pratique une migration verticale : il émerge au printemps en basse altitude, puis part en altitude dans la montagne et y reste les mois d'été pour redescendre à l'automne pondre dans les lieux riches en violettes, la plante hôte des chenilles.

### Plantes hôtes
Les chenilles se nourrissent de diverses espèces de violettes et pensées sauvages, c'est-à-dire des espèces du genre Viola, notamment Viola tricolor, Viola modesta en Israël, et Viola cheiranthifolia à Tenerife,.

## Distribution et biotopes

### Aire de répartition

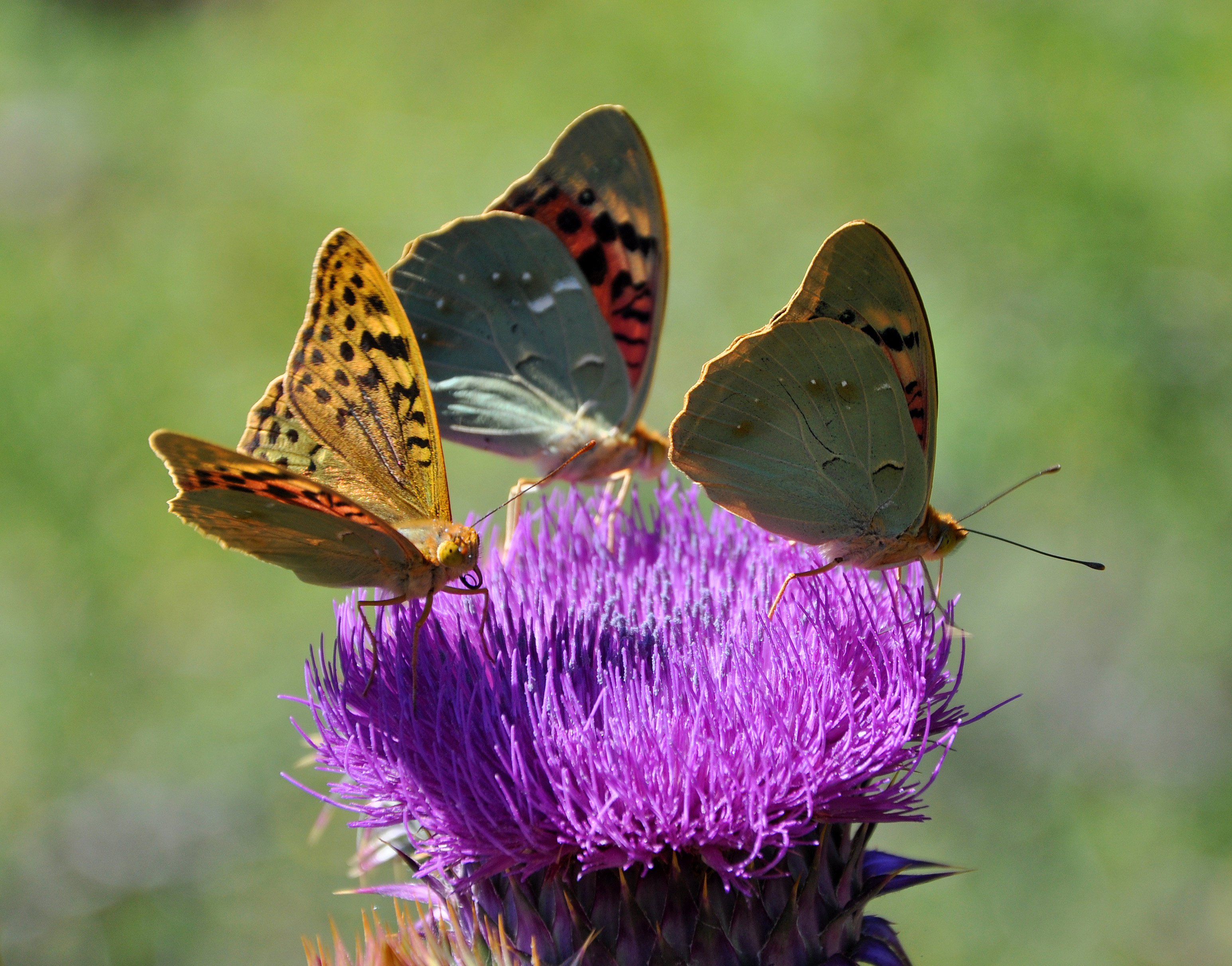
Trois cardinaux en Corse.

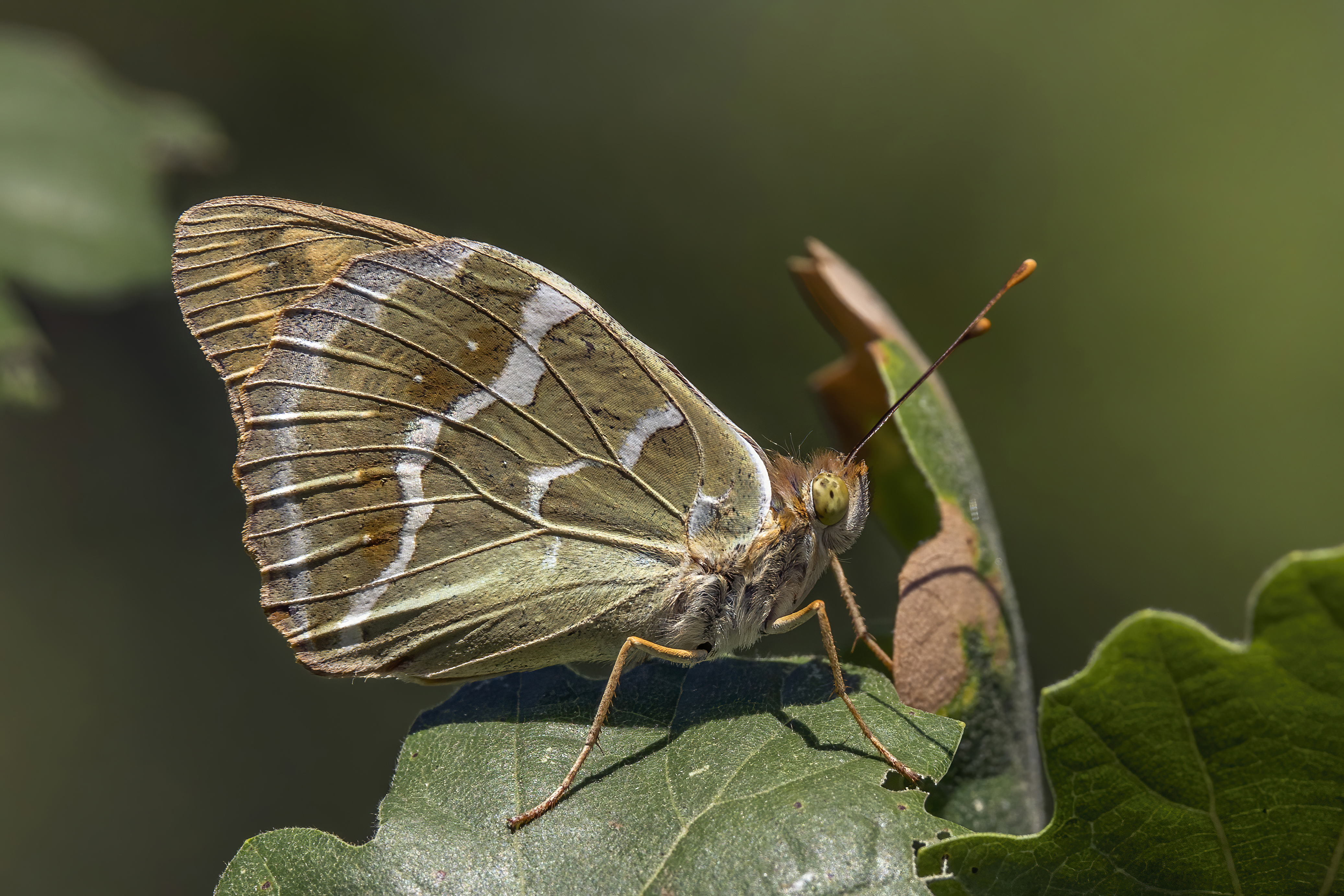
Cardinal femelle dans la région Dobroudja, coté Roumanie. Aout 2022.

Le Cardinal est originaire de l'écozone paléarctique : on le trouve dans le Sud de l’Europe et de la Russie, en Afrique du Nord, dans le Caucase, et du Moyen-Orient à l'Iran et à l'Asie centrale,.
En France, il est présent sur la côte atlantique du Morbihan à la Gironde, et dans une quinzaine de départements du pourtour méditerranéen, de l'Ariège à l'Isère et aux Alpes-Maritimes, ainsi qu'en Corse. Il est un migrant rare en Suisse et au Royaume-Uni.

### Biotopes
Le Cardinal fréquente les lieux ouverts, notamment les prairies fleuries, jusqu'à environ 1 200 m d'altitude, et butine fréquemment diverses espèces de chardons.

## Systématique
L'espèce actuellement appelée Argynnis pandora a été décrite par les entomologistes autrichiens Johann Nepomuk Cosmas Michael Denis et Ignaz Schiffermüller en 1775, sous le nom initial de  Papilio pandora,. Elle a un temps été placée dans le genre Pandoriana, qui est désormais mis en synonymie avec Argynnis.

### Synonymes
D'après FUNET Tree of Life (3 novembre 2019) :
- Papilio pandora [Denis & Schiffermüller], 1775 — protonyme
- Papilio maja Cramer, [1775][11]
- Papilio cynara Fabricius, 1777
- Pandoriana pandora ([Denis & Schiffermüller], 1775)

### Sous-espèces
Plusieurs sous-espèces ont été décrites :
- Argynnis pandora pandora ([Denis & Schiffermüller], 1775) — du Sud de l'Europe au Caucase.
- Argynnis pandora seitzi Fruhstorfer, 1908 — en Afrique du Nord.
- Argynnis pandora pasargades Fruhstorfer, 1908 — en Asie centrale.
- Argynnis pandora argentifasciata Kotzsch, 1937 — dans le Pamir.

## Noms vernaculaires
- En français : le Cardinal, le Pandora[12].
- En anglais : Cardinal.
- En allemand : Kardinal, Grüner Silberstrich.
- En néerlandais : kardinaalsmantel.

## Protection
L'espèce n'a pas de statut de protection particulier en France.